# 솔테라 오트라 베스
《솔테라 오트라 베스》(스페인어: Soltera otra vez)는 2012년 방영된 칠레의 텔레노벨라이다.